# Preben Lundgren Kristensen
Edvard Preben Lundgren Kristensen (28 de novembro de 1923 — 17 de maio de 1986) foi um ciclista dinamarquês que competia em provas do ciclismo de pista.
Kristensen foi um dos atletas que representou a Dinamarca nos Jogos Olímpicos de 1952, em Helsinque, onde terminou em quinto lugar, competindo na prova de perseguição por equipes (4000 m).